# Elisabeth Ziemer
Elisabeth Ziemer (* 22. März 1952 in Lübeck) ist eine deutsche Politikerin der Grünen in Berlin.

## Leben
1972 erwarb sie die Hochschulreife am Thomas-Mann-Gymnasium in Lübeck. Anschließend begann sie eine Ausbildung zur Restauratorin am Museum für Kunst und Gewerbe in Hamburg, die sie ab 1975 in der Restauratorenwerkstatt an Lübecker Dom fortsetzte. Zum Sommersemester 1976 begann sie ein Studium mit dem Hauptfach Kunstgeschichte an der Universität Hamburg, das sie mit einer Dissertation abschloss.
1983 zog sie nach West-Berlin und wurde bald darauf Mitglied der Alternativen Liste. Ab 1989 war sie Mitglied der Bezirksverordnetenversammlung (BVV) im Bezirk Schöneberg und ab 1991 Mitglied des Abgeordnetenhauses von Berlin, 1996 kehrte sie in die Schöneberger Bezirkspolitik zurück und wurde Bezirksbürgermeisterin. Nach der Fusion mit dem Nachbarbezirk wurde sie 2001 zur Stadträtin für Bürgerdienste und Gesundheit und 2002 Stadträtin für Gesundheit, Stadtentwicklung und Quartiersmanagement im Bezirk Tempelhof-Schöneberg.
2006 entschloss sie sich, nicht erneut zur BVV-Wahl anzutreten.
Am 13. Dezember 2024 wurde sie vom Regierenden Bürgermeister Kai Wegner zur Stadtältesten von Berlin ernannt. Sie ist Vorsitzende des Vereins Denk mal an Berlin e.V.

## Werke
- Heinrich Gustav Hotho 1802–1873. Ein Berliner Kunsthistoriker, Kunstkritiker und Philosoph. Berlin (Dietrich Reimer Verlag) 1994